# Frog Baseball
Frog Baseball es un cortometraje de animación, dirigido por Mike Judge, quien también presta su voz por primera vez a los protagonistas, Beavis y Butt-Head. Es también el primer episodio (piloto) de la serie en 1992 en Spike and Mike's Festival of Animation.

## Sinopsis
Dos adolescentes no muy inteligentes (Beavis y Butt-Head) se encuentran en un campo haciendo reventar a un grillo y encuentran una rana con la que juegan al "frog baseball" (en español béisbol de rana), que consiste en jugar al baseball usando a la rana como pelota, Beavis la lanza a Butt-Head y este último la batea. Al final la matan por los golpes y ven a un perro con el que se les ocurre jugar al "dog baseball" (en español béisbol de perro) y hacen lo mismo con él que con la rana, aunque aparentemente no lo matan.